# St. Nikolaus (Friedrichshafen)

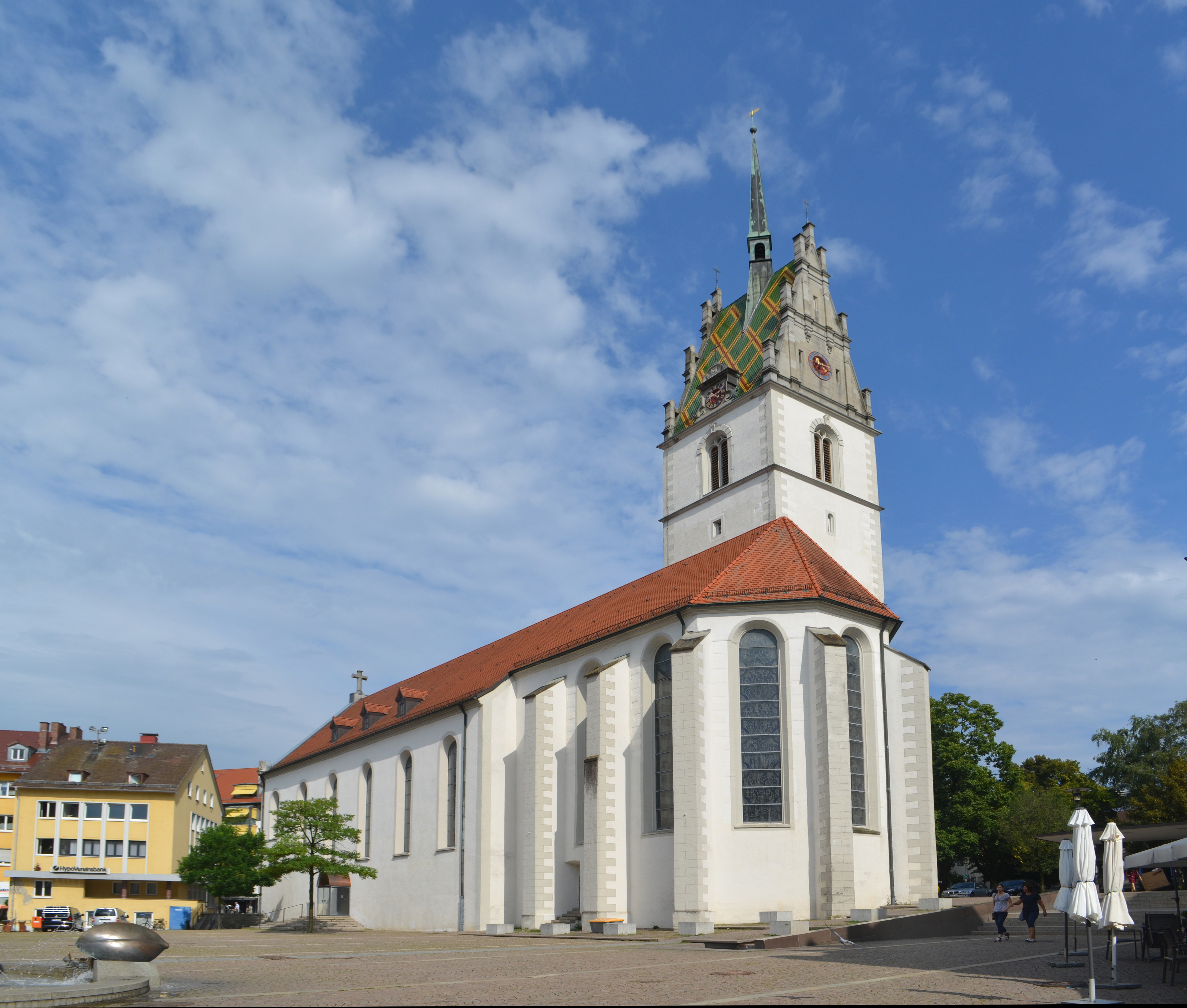
St. Nikolaus

Die katholische Kirche St. Nikolaus ist ein Kulturdenkmal und steht in der Schanzstraße bzw. am Adenauerplatz der Stadt Friedrichshafen. Durch die Nähe zum Bodensee ist ihr Glockenturm ein Wahrzeichen der Stadt.
Die Kirche in der Katholischen Gesamtkirchengemeinde Friedrichshafen gehört zum Dekanat Friedrichshafen in der römisch-katholischen Diözese Rottenburg-Stuttgart.

## Geschichte

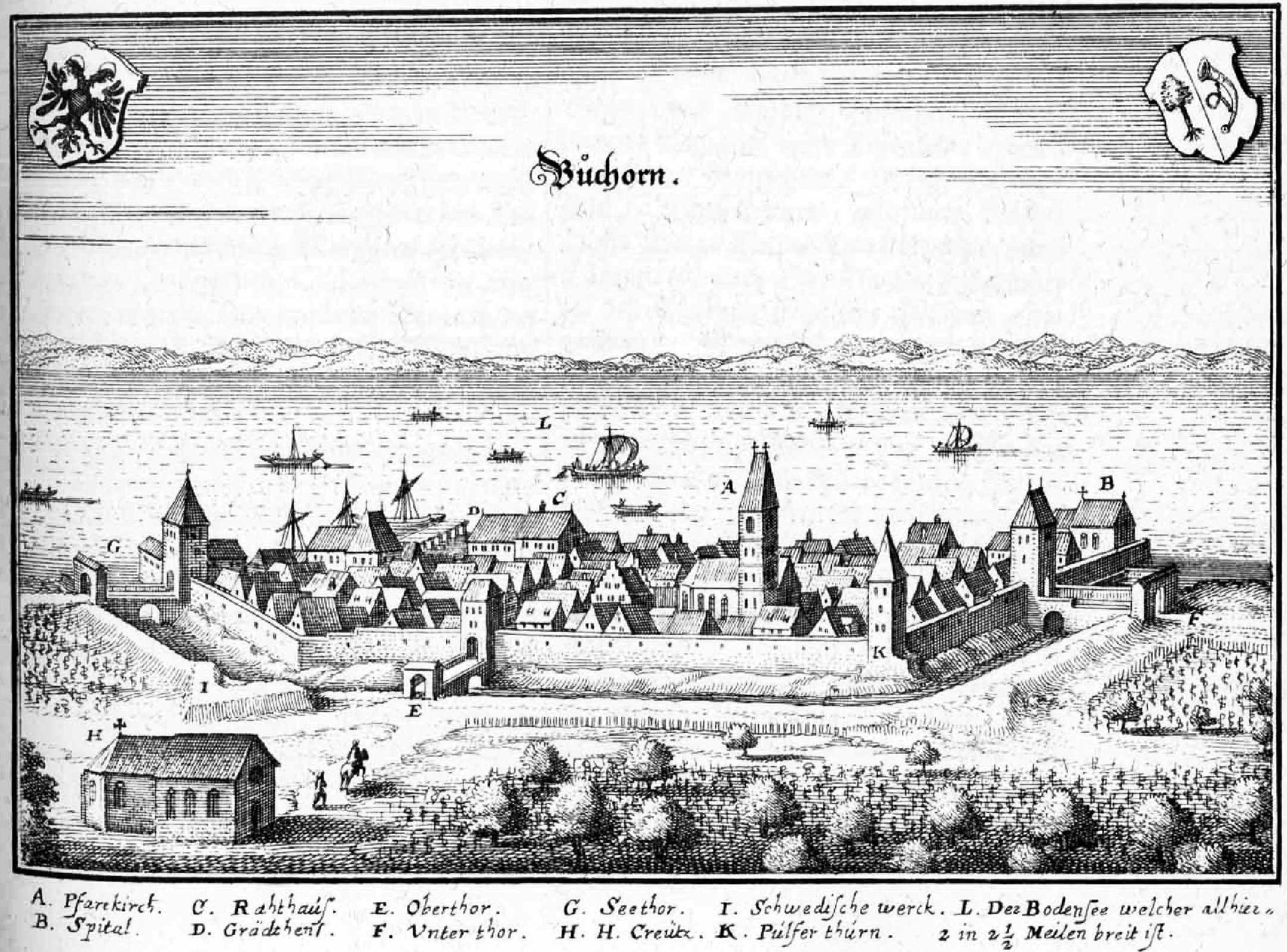
Buchhorn mit Pfarrkirche (Merian 1643/1656)

Im Jahr 1293 und in einer Urkunde vom 26. Mai 1325 wurde bereits eine dem hl. Nikolaus von Myra geweihte Kapelle in der damaligen Stadt Buchhorn im Hoheitsbereich des Klosters Hofen erwähnt. Die Bürger Buchhorns erweiterten die Kapelle 1437 zu einer gotischen Kirche und errichteten den heute noch erkennbaren Turm. Nachdem das Hofener Kloster im Dreißigjährigen Krieg zerstört wurde, machten die Bürger die Nikolauskirche zu ihrer Pfarrkirche.
1689 wurde sie erweitert und verändert. Dem Zeitgeschmack gemäß mussten die gotischen Gewölbe einer Flachdecke weichen. Im 18. Jahrhundert bekam der Turm der Kirche seine heutige Form. Am 16. August 1770 wurde die Kirche durch Nepomuk von Hornstein neu geweiht. Im 19. Jahrhundert wurde die Kirche im Stil der Neorenaissance umgestaltet.
Die Kirche wurde ab 1940 modernisiert. In dieser Phase fiel sie einem Bombenangriff im Zweiten Weltkrieg am 28. April 1944 mit nahezu der gesamten Altstadt zum Opfer. Nur der 1942 aufgestellte Tabernakel von Fritz Möhler mit der Inschrift „Siehe, ich mache alles neu“ und der unversehrte Christuskorpus konnten aus den rauchenden Trümmern geborgen werden. Im August 1946 wurde mit dem Wiederaufbau der Kirche begonnen, wobei die geretteten Ausstattungsgegenstände wieder verwendet wurden. Am 11. Oktober 1949 wurde sie wiederum neu geweiht. 1955 erfolgte der Anbau einer größeren Sakristei an der Nordseite, der heute auch den Raum der Stille bildet. 1960 wurde der Altarraum umgestaltet, dabei wurde der barocke Chorbogen entfernt. 1974 wurde die Kirche aufgrund der konziliaren Erneuerung verändert. Nach einer Außenrenovierung 1986 wurde sie im Jahr 1987 erneut gestalterisch modifiziert und in 2013 mit einer Neugestaltung des Altarraums versehen.

## Kirchenbau
Die Kirche ist heute ein einschiffiger mit einem Satteldach gedeckter Saalbau, an den östlich der eingezogener Chor mit Fünfachtelschluss angefügt ist. Nördlich an den Chor angebaut ist der Kirchturm, ebenfalls mit Satteldach, Staffelgiebeln und einem aufgesetzten Dachreiter. Die Dachfläche zeigt mit grünen, gelben und roten Dachziegeln ein Rautenmuster.

## Ausstattung
Durch Kriegsverlust der gewachsenen Ausstattung ist die heutige Gestaltung sehr schlicht gehalten. Sehenswert sind die spätgotische Madonna und eine barocke St. Nikolaus-Figur aus privater Herkunft.
Die von Wilhelm Geyer in Glasmalerei geschaffenen Fenster erinnern an traditionell gefertigte historische Buntglasfenster. Der Altar, der Ambo und der Taufstein stammen Hubert Kaltenmark. Der Kreuzweg stammt von Hubert Elsässer.

## Orgel

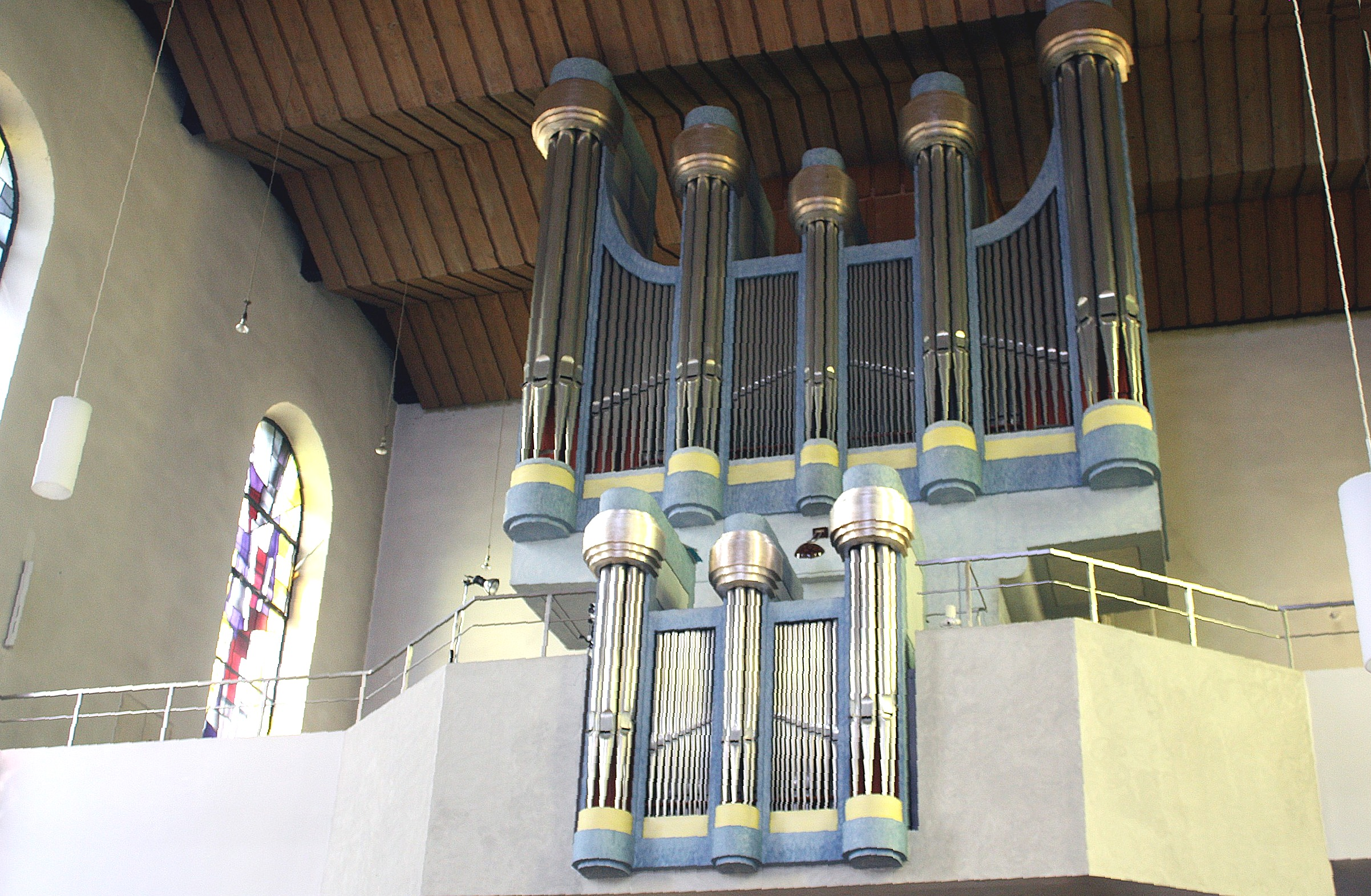
Woehl-Orgel mit französischer Prospektgestaltung

1750 erbaute Joseph Gabler eine Orgel. Sie wurde stark verändert, bis im Jahr 1930 nur noch der Prospekt vorhanden war. Dieser ging mit der Kriegszerstörung unter.
Die derzeitige dreimanualige Orgel mit 47 Registern auf rein mechanischer Traktur stammt aus dem Jahr 1989 und wurde von Gerald Woehl gefertigt. Das Rückpositiv und das Hauptwerk stehen in klassisch französischer Prägung, während sich das Schwellwerk in Registerwahl und Intonation an den Instrumenten von Cavaillé-Coll orientiert. Aufgrund der hohen Qualität des Instrumentes wird die Kirche zudem auch als Konzertkirche genutzt. Die Disposition lautet:
| I Positif C–a3 |                  |         |
| 1.             | Bourdon          | 08′     |
| 2.             | Salicional       | 08′     |
| 3.             | Prestant         | 04′     |
| 4.             | Flûte à cheminée | 04′     |
| 5.             | Nasard           | 02 ⁄3′  |
| 6.             | Doublette        | 02′     |
| 7.             | Larigot          | 01 ⁄3′  |
| 8.             | Tierce           | 01 3⁄5′ |
| 9.             | Fourniture IV    |         |
| 10.            | Cromorne         | 08′     |
| Tremblant doux |                  |         |

| II Grand-Orgue C–a3 |                  |         |
| 11.                 | Bourdon          | 16′     |
| 12.                 | Montre           | 08′     |
| 13.                 | Bourdon          | 08′     |
| 14.                 | Flûte harmonique | 08′     |
| 15.                 | Gambe            | 08′     |
| 16.                 | Prestant         | 04′     |
| 17.                 | Flûte douce      | 04′     |
| 18.                 | Grosse Tierce    | 03 1⁄5′ |
| 19.                 | Quinte           | 02 ⁄3′  |
| 20.                 | Doublette        | 02′     |
| 21.                 | Fourniture IV    |         |
| 22.                 | Cimbale III      |         |
| 23.                 | Cornet V         |         |
| 24.                 | Trompette        | 08′     |
| 25.                 | Clairon          | 04′     |

| III Récit expressif C–a3 |                      |     |
| 26.                      | Quintaton            | 16′ |
| 27.                      | Diapason             | 08′ |
| 28.                      | Bourdon              | 08′ |
| 29.                      | Flûte traversière    | 08′ |
| 30.                      | Viole de Gambe       | 08′ |
| 31.                      | Voix céleste         | 08′ |
| 32.                      | Fugara               | 04′ |
| 33.                      | Flûte octaviante     | 04′ |
| 34.                      | Oktavin              | 02′ |
| 35.                      | Harmonia aethera     |     |
| 36.                      | Trompette harmonique | 08′ |
| 37.                      | Basson-Hautbois      | 08′ |
| 38.                      | Voix humaine         | 08′ |
| 39.                      | Clairon harmonique   | 04′ |
| Tremblant fort           |                      |     |

| Pédale C–f1 |                    |         |
| 40.         | Contrebasse        | 16′     |
| 41.         | Bourdon (= Nr. 11) | 16′     |
| 42.         | Grosse Quinte      | 10 2⁄3′ |
| 43.         | Basse              | 08′     |
| 44.         | Octave             | 04′     |
| 45.         | Bombarde           | 16′     |
| 46.         | Trompette          | 08′     |
| 47.         | Clairon            | 04′     |

- Koppeln

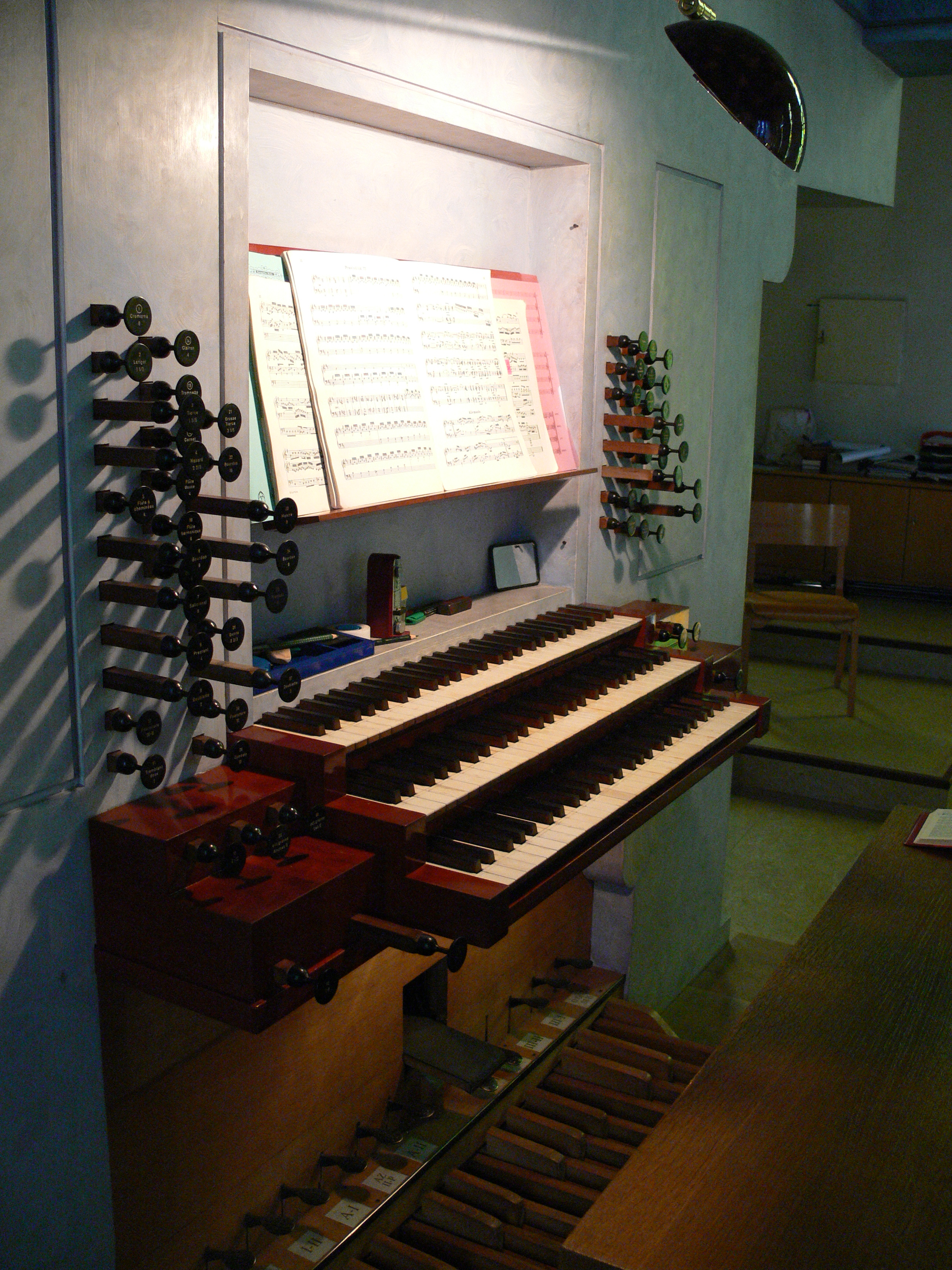
Spieltisch

  - Normalkoppeln: I/II, III/II, III/I, I/P, II/P, III/P
  - Suboktavkoppeln:  III/II, II/II

## Glocken
Im Glockenturm hängt ein Glockengeläut mit fünf Kirchenglocken aus Bronze, von denen vier aus historischer Zeit stammen.
| Glocke | Name          | Gießer                              | Gussjahr | Gewicht | Durchmesser | Schlagton |
| ------ | ------------- | ----------------------------------- | -------- | ------- | ----------- | --------- |
| 1      | Osanna        | Johann Daniel Schmeltz, Biberach    | 1774     | 1600 kg | 1400 mm     | dis′      |
| 2      | Christus      | Johann Daniel Schmeltz, Biberach    | 1774     | 950 kg  | 1140 mm     | fis′      |
| 3      | Nikolaus      | Albert Bachert, Heilbronn           | 1995     | 650 kg  | 1060 mm     | gis′      |
| 4      | Jacobus       | D. Johann Schile                    | 1651     | 300 kg  | 810 mm      | h′        |
| 5      | Kleine Glocke | Leonhardt Ernst, Lindau am Bodensee | 1597     | 190 kg  | 710 mm      | dis″      |